# Chemin Fernane-Hanafi
Le Chemin Fernane Hanafi (en arabe : شارع فرنان حنفي), est une voie  d'Alger. 

## Situation et accès
Ce chemin traverse les communes de Belouizdad et Hussein Dey et longe celles de Kouba et El Magharia. Il permet de rejoindre les hauteurs d'Hussein Dey en démarrant depuis la rocade nord d'Alger au bord de la baie.
Il débute au niveau du jardin d'essai, au croisement de la rue Hassiba Ben Bouali, traverse l'ancien quartier industrieux du Ruisseau jusqu'aux abattoirs par une trémie puis traverse la place Emiliano Zapata pour rejoindre les grands ensembles des hauteurs d'Hussein Dey.
Cette voie est accessible par Métro aux Stations Cité Amirouche et Cité Mer et Soleil ainsi que par les bus de l'ETUSA, lignes 1, 27, 66.

## Origine du nom
Il porte le nom du martyr Hanafi Fernane (1920-1955) tué non loin de là.

## Historique
Il s'agit d'un ancien chemin vicinal, devenu un axe important qui monte de la baie d'Alger vers les mamelons est du sahel algérois. 
Nommé « chemin Vauban » avant l'indépendance, il s'est développé à partir des années 1950 avec la création de plusieurs cités HLM comme l'actuelle cité Amirouche jusqu'à la cité Mer et Soleil.
Il prend sa dénomination actuelle en 1965.

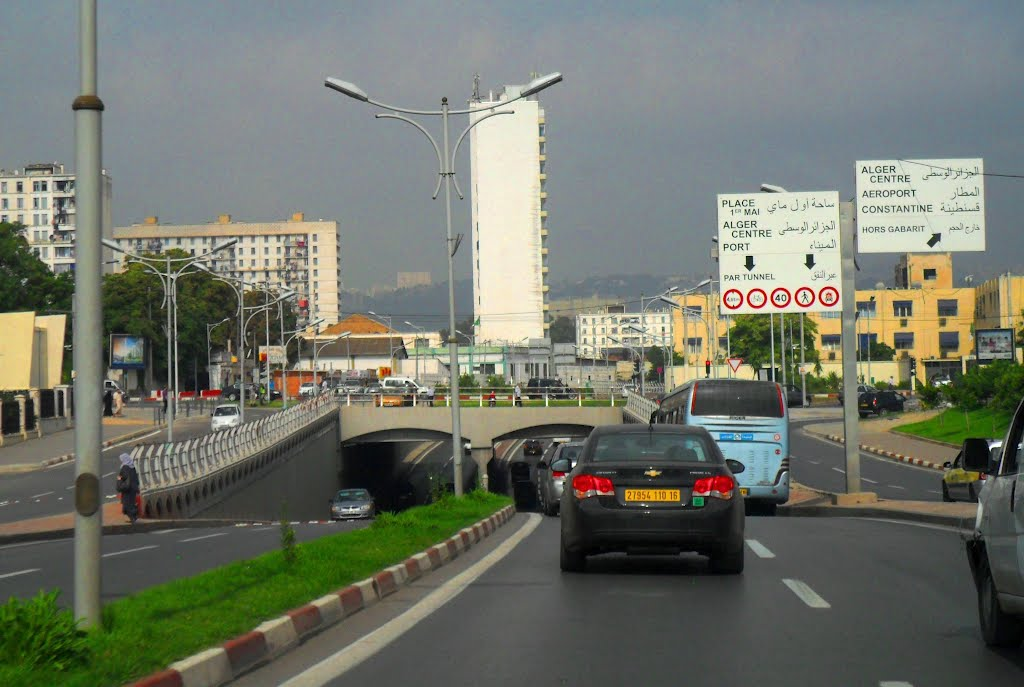
Trémie passant sous la rue des fusillés

Il a été modernisé durant les années 2000 avec la création d'un pont le reliant directement à la rocade nord, d'une trémie pour passer sous la rue des fusillés. Il a été élargi aussi et dédoublé sur 80% de sa longueur pour en faire un boulevard urbain moderne. 
Durant la même période les travaux de l'extension du métro d'Alger vers El Harrach est passée en grande partie en dessous.

## Bâtiments remarquables et lieux de mémoire
- no 7 : Complexe Sonelgaz
- no 20 : Cité Universitaire Mohamed Yousfi (ex-Revoil)
- no 34 : Cour d'Alger
- no ? : Centre de commande du Métro d'Alger
- no 45 : Djenane Damerdji
- no ? : Mosquée Abderrahmane
- no 77 : Ecole Mohamed Khemisti
- no 82 : Institut National de Formation Supérieur Paramédicale

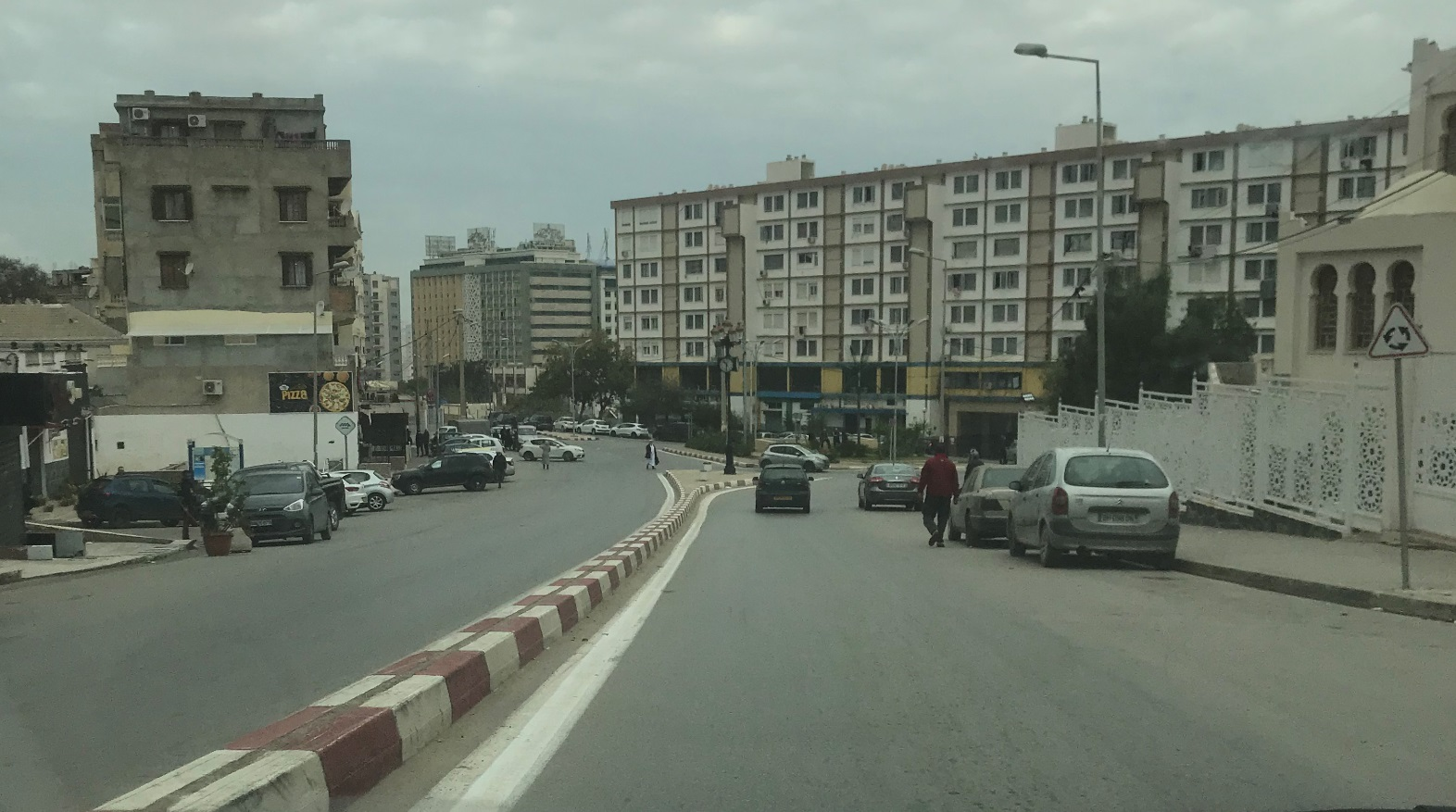
Cité Amirouche
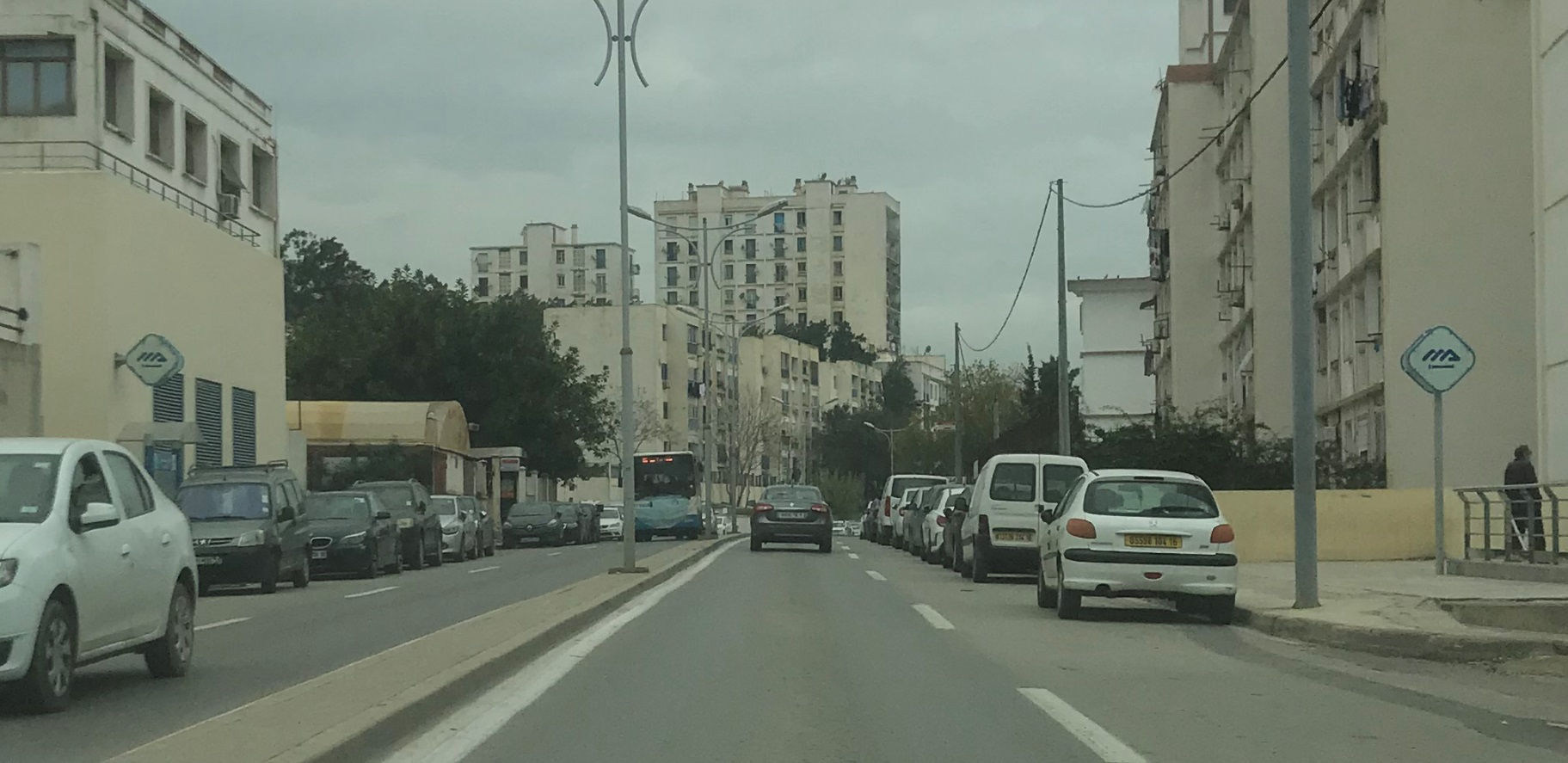
Station de Métro Mer et Soleil
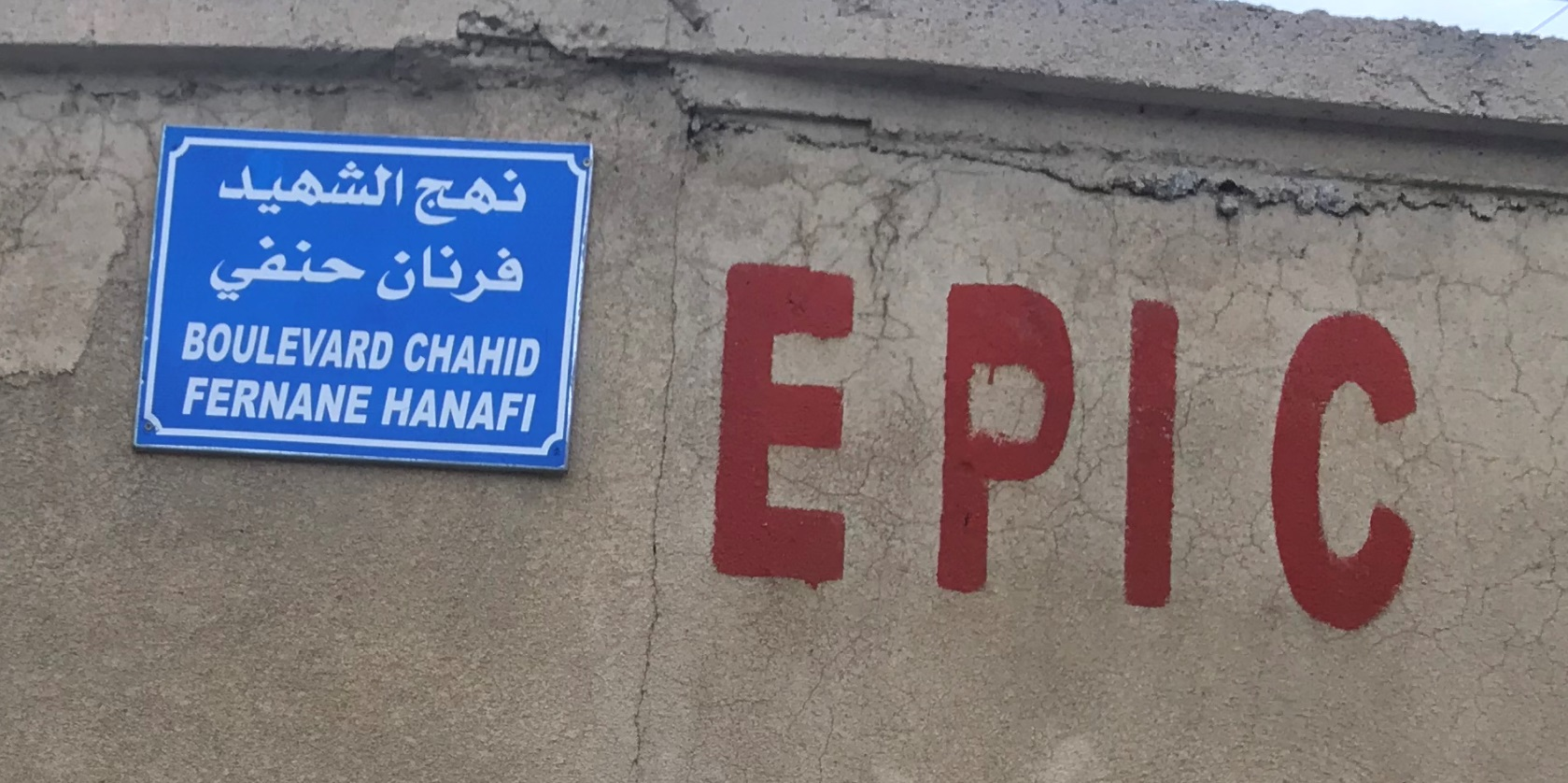
plaque de rue d'Alger
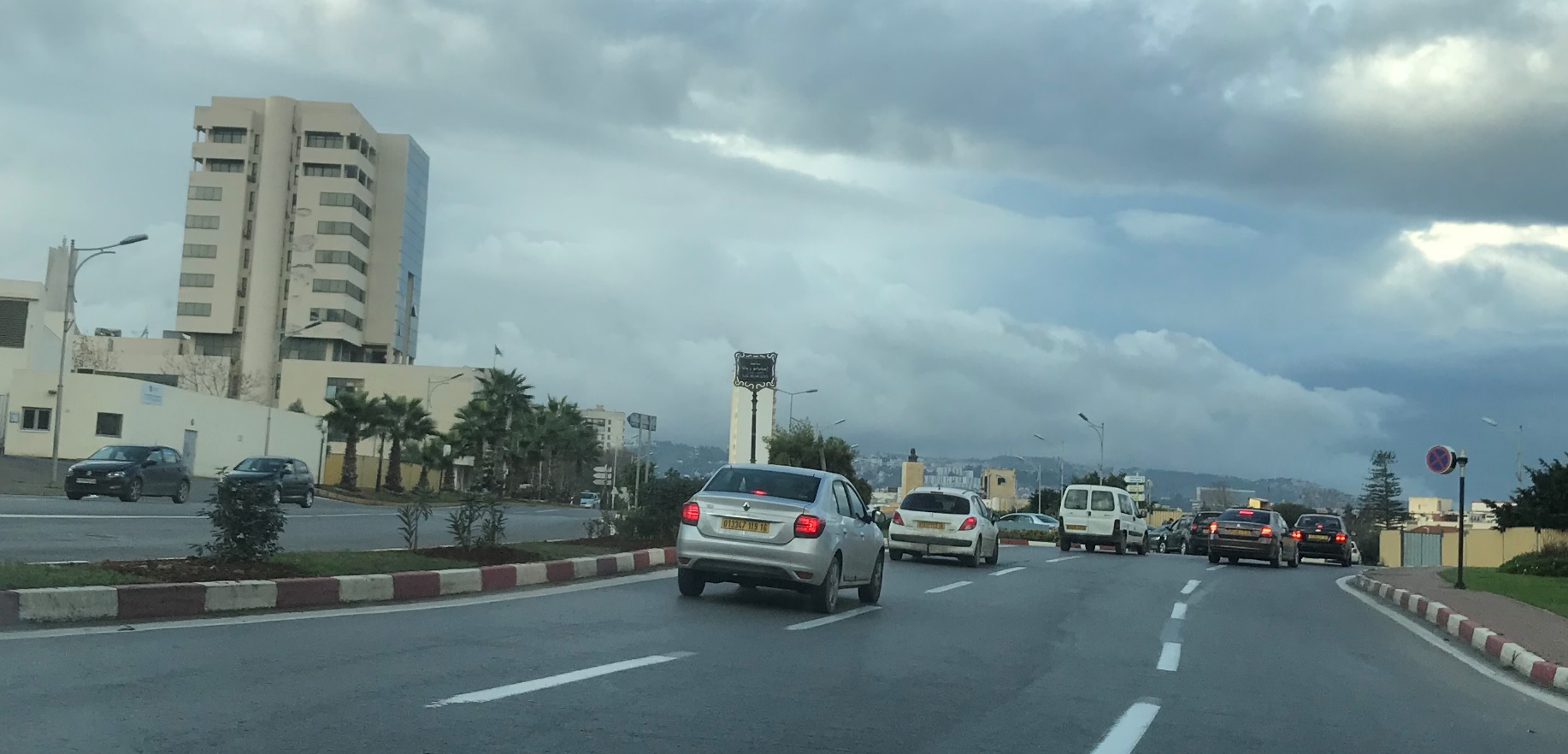
Cour de Justice d'Alger
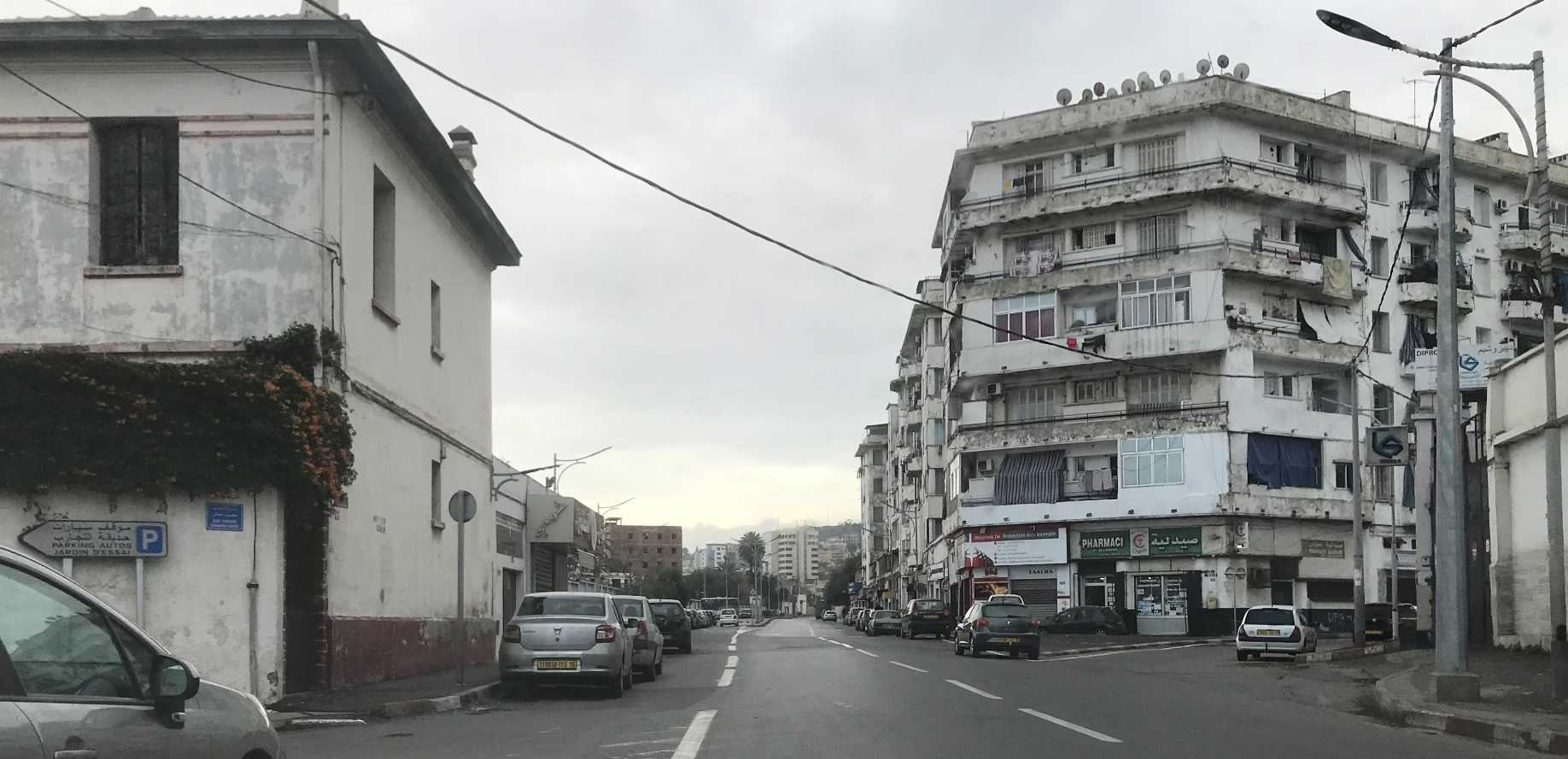
Début du chemin Fernane Hanafi (ex-Vauban) quartier du Ruisseau